# Rudolf Uffrecht
Rudolf Uffrecht, dont le nom complet est Rudolph August Heinrich Matthias Uffrecht, né le 9 juillet 1840 à Althaldensleben près de Magdebourg et mort le 13 novembre 1906 à Berlin, est un sculpteur et peintre allemand.

## Biographie

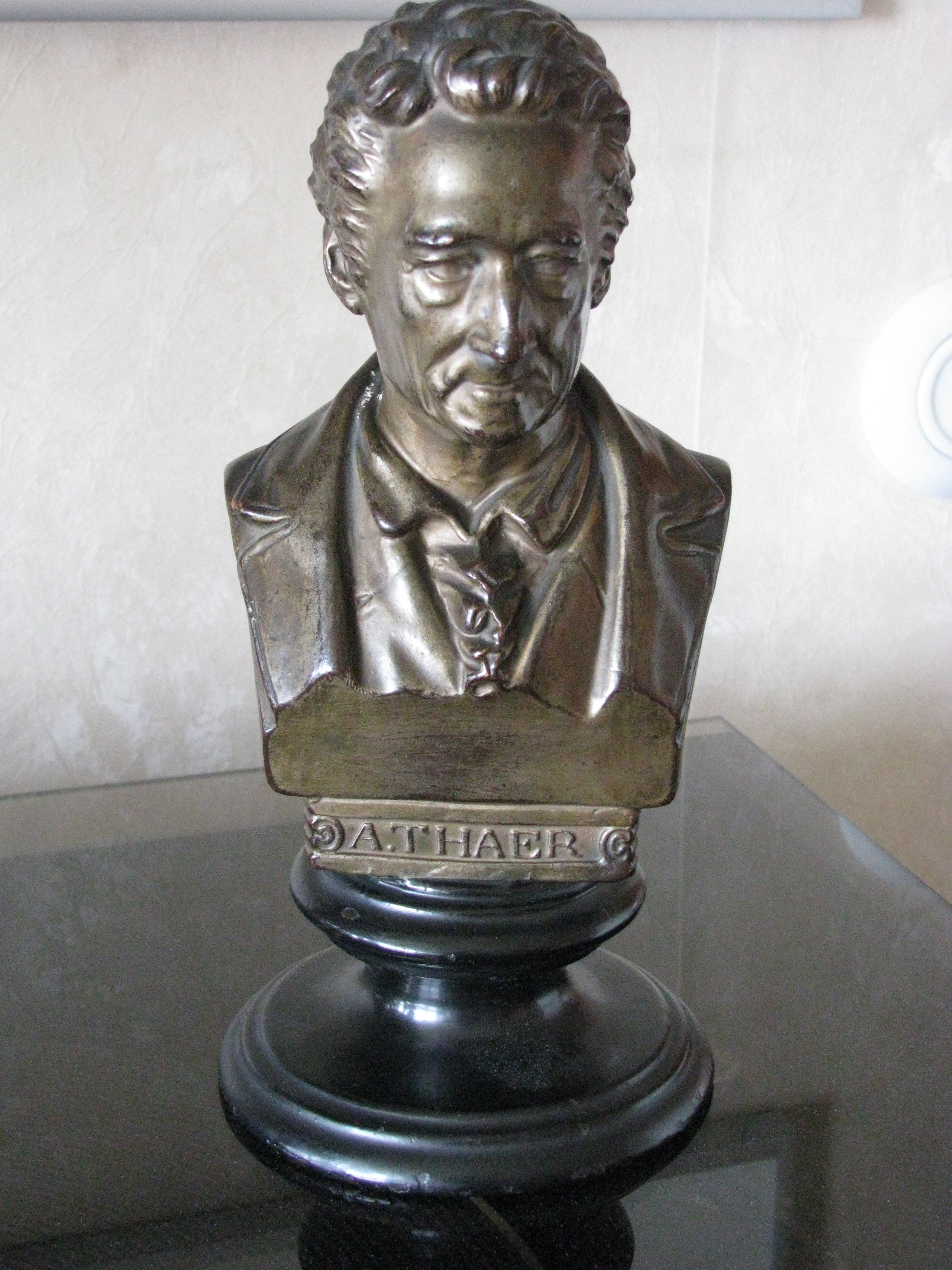
Buste de Albert Thaer modelé par Uffrecht en 1861

Rudolf Uffrecht naît le 9 juillet 1840 à Althaldensleben près de Magdebourg.
Il étudie à l'Académie des Arts de Berlin en 1855, où il a pour professeur Bernhard Afinger (en), un ami proche de Jakob Uffrecht, le père de Rudolf. Les premières œuvres de Rudolf Uffrecht en tant que sculpteur comprennent des bustes de portraits en argile et des statuettes de fantaisie.
Son père est le fondateur d'une usine de céramique à Haldensleben qui produit commercialement les œuvres de Rudolf, entre autres. Il reçoit un premier prix pour sa terre cuite aux expositions de Stettin (aujourd'hui Szczecin) (1862), puis de Leipzig (1869). Quelques années plus tard, il s'installe à Rome, où il travaille comme sculpteur et peintre. Il est prolifique, créant des statuettes de Roméo et Juliette, de grands compositeurs allemands comme Beethoven, Mozart, Mendelssohn, Haydn et Bach, de Dante, Michel-Ange et Raphaël, ainsi que des portraits du prince de Prusse, du prince Otto von Bismarck et du général Moltke.
Il meurt en 1906.